# Hermann Kolberg
Hermann Adalbert Kolberg (ur. 23 grudnia 1842 w Braniewie, zm. 7 kwietnia 1911 we Fromborku) – niemiecki duchowny katolicki, probosz parafii św. Mikołaja we Fromborku, kaznodzieja, teolog.

## Życiorys

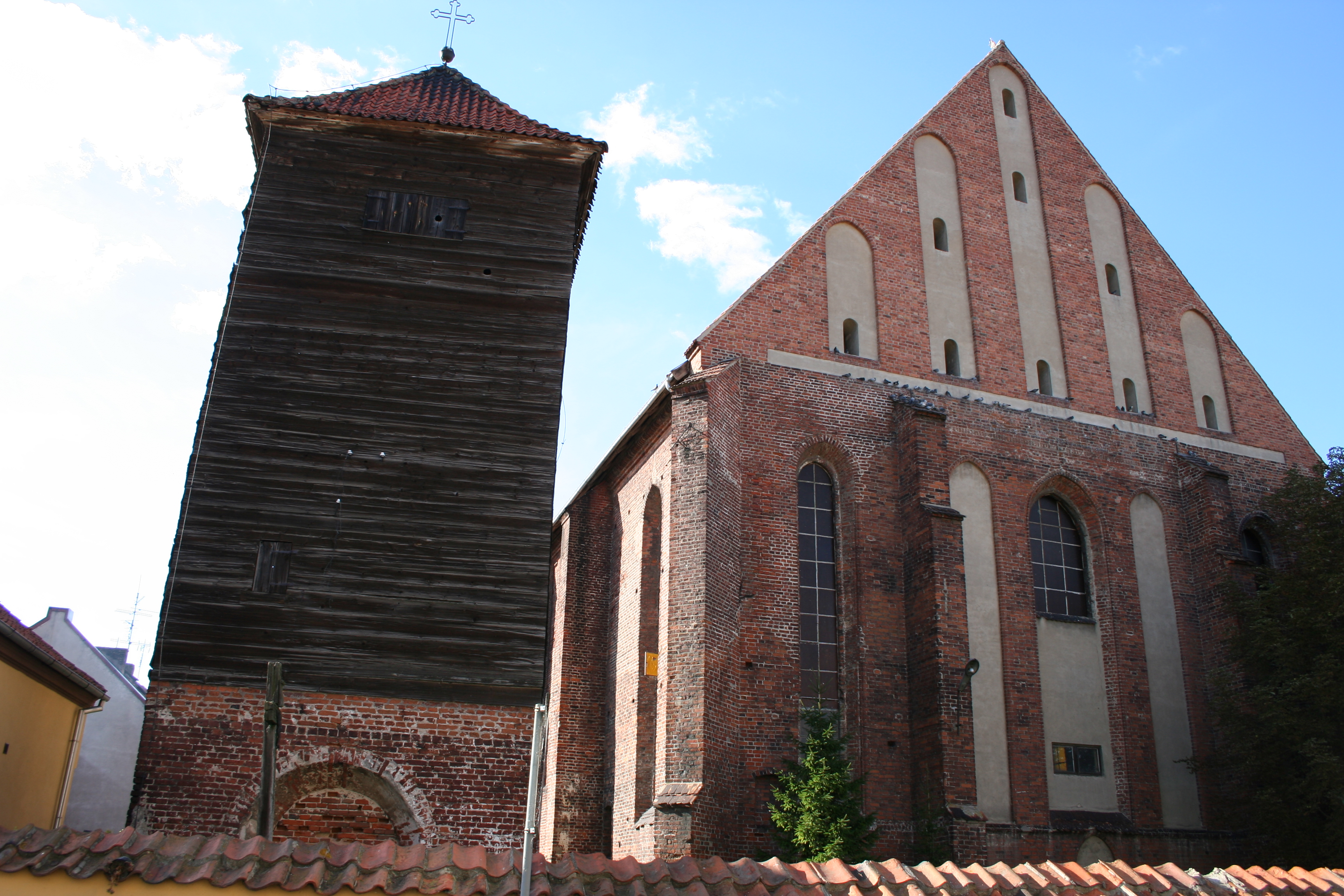
Kościół św. Mikołaja we Fromborku, którego proboszczem w latach 1895–1911 był ks. Kolberg

Urodził się w Braniewie w rodzinie mistrza stolarskiego Michaela i Kathariny z domu Ernst. Nauki pobierał w braniewskim gimnazjum, które ukończył wraz z uzyskanym świadectwem dojrzałości jesienią (Michaelis) 1863 roku. Następnie wstąpił do seminarium duchownego Liceum Hosianum, również w Braniewie, po ukończeniu którego otrzymał święcenia kapłańskie w katedrze we Fromborku 4 sierpnia 1867 roku. Jako neoprezbiter został skierowany do posługi w parafii w Lichnowach. 27 sierpnia 1869 rozpoczął posługę jako wikariusz w Bisztynku. 14 września 1870 został mianowany wikariuszem parafii w Królewcu. 14 lutego 1887 został mianowany beneficjantem kaplicy św. Anny we Fromborku. 28 września 1895 został ustanowiony proboszczem kościoła parafialnego św. Mikołaja we Fromborku. Był członkiem Warmińskiego Towarzystwa Historycznego. Pozostawił po sobie opinię osoby konserwatywnej i przeciwnika nowinek technicznych, między innymi sprzeciwiał się budowaniu przez Frombork, powstajacej za jego rządów we fromborskiej parafii, Kolei Nadzalewowej (1897–1899).
We Fromborku posługiwał do śmierci. Zmarł 7 kwietnia 1911 we Fromborku.

## Publikacje
Opublikował drukiem pokaźnie zbiory homilii, kilkukrotnie wznawianych:
- Die Buße in Passionsbildern (1882, III wyd. Dülmen Laumann 1905)[8]
- Fünf Predigten zu Ehren der Himmelskönigin an ihren Hauptfesten (1890)[9]
- Glaube und Liebe im heiligsten Altarssacrament (1891),
- Festtags- und Gelegenheitspredigten (393 str., Dülmen 1893)
- Sonntagspregigten (1893)
- Jesus, dir leb ich. Sechzehn Predigten über das Leben in Christo (Paderborn 1898)
- Glaube und Liebe im heiligsten Altarsacrament (1901),
- Katechetische Predigten, 3 tomy: 715 s., 809 s., 576 s. (1895–1903)[10][11].
- Die Werke der Genugtuung in Hinblick auf die Genugtuungen Christi: sieben Fastenpredigten (1904)[12]
- Die Busse in Passionsbildern: sieben Fasten-Predigten (3. wydanie 1905)[13]
- Jesus, den Einen zur Auferstehung, den Anderen zum Falle. 7 Fastenpredigten (Braunsberg, Grimme 1909)